# 刘加平 (1967年)
刘加平（1967年1月—），男，江苏海安人，中国土木工程材料专家，东南大学材料科学与工程学院教授、博士生导师，中国工程院院士。